# Gare de Chitose (Hokkaidō)
La gare de Chitose (千歳駅, Chitose-eki) est une gare ferroviaire de la ville de Chitose au Japon. Elle est exploitée par la compagnie JR Hokkaido.

## Situation ferroviaire
La gare est située au point kilométrique (PK) 21,4 de la ligne Chitose.

## Historique
La gare est inaugurée le 21 août 1926.

## Service des voyageurs

### Accueil
La gare dispose d'un bâtiment voyageurs, avec guichets, ouvert tous les jours.

### Desserte
Chitose est desservie par des trains : de la Ligne Chitose, voies 1 à 3 : direction Aéroport de Shin-Chitose et Tomakomai et voies 2 à 4 : direction  Sapporo ; de la ligne Sekishō, voies 2 et 3 : direction Oiwake et Shin-Yūbari.